# Convenio internacional sobre el uso de la radiodifusión en favor de la paz
El Convenio internacional sobre el uso de la radiodifusión en favor de la paz es un tratado de la Sociedad de las Naciones de 1936 mediante el cual los Estados acordaron prohibir el uso de la radiodifusión para la propaganda o la difusión de noticias falsas. Fue el primer tratado internacional que obligó a los Estados a "restringir la expresión que constituía una amenaza para la paz y la seguridad internacionales".

## Creación
En 1933, la Asamblea de la Liga de las Naciones autorizó la redacción de un tratado multilateral de propaganda. El Convenio dio lugar y fue concluido y firmado el 23 de septiembre de 1936 en una conferencia en Ginebra. El Convenio entró en vigor el 2 de abril de 1938.

## Contenido
El artículo 1 del Convenio obligaba a los Estados Partes a prohibir y detener cualquier transmisión por radiodifusión dentro de su territorio que fuese "de tal naturaleza que incitasen a la población de cualquier territorio a actos incompatibles con el orden interno o la seguridad de un territorio"; este artículo tenía la intención de prohibir y detener la propaganda que incitase a los oyentes a la revolución.
El artículo 2 del Convenio contenía un mandato similar al prohibir las emisiones que constituyesen "incitación a la guerra contra otra alta parte contratante". El artículo no hace ninguna distinción entre el discurso del estado y el discurso de individuos particulares.
Los artículos 3 y 4 prohibían la difusión de noticias falsas y el artículo 5 establecía que las partes en el acuerdo proporcionasen información a los servicios de radiodifusión extranjeros que pudiera ser utilizada para promover el conocimiento y la comprensión de la "civilización y las condiciones de vida de su propio país".

## Historia del legado
Al estallar la Segunda Guerra Mundial, había 22 partes en el Convenio. Los efectos del Convenio quedaron gravemente limitados por el hecho de que Alemania, Italia y Japón, estados que llevaron a cabo extensas campañas de propaganda a lo largo de los años treinta y la Segunda Guerra Mundial, no eran partes del Convenio. 
Significativamente, China, Estados Unidos y la Unión Soviética también optaron por no ratificar el Convenio, Estados Unidos sobre los motivos de la Primera Enmienda.
Después de la Segunda Guerra Mundial, las funciones de depositario de la Convención pasaron de la Sociedad de Naciones a las Naciones Unidas. En 1954, la Asamblea General de las Naciones Unidas reconoció que el Convenio "era un elemento importante en el campo de la libertad de información". La Asamblea General autorizó la redacción de un Protocolo que complementaría y actualizaría el Convenio; sin embargo, cuando el proyecto de Protocolo atrajo poco apoyo, la ONU "abandonó todos los esfuerzos en la reactivación del Convenio".
A partir de los años sesenta, el Convenio continuó siendo ratificado por unos pocos Estados, en particular los del bloque comunista. Sin embargo, durante la década de 1980, fue denunciado por Australia, Francia, Países Bajos y Reino Unido. Fue ratificado recientemente por Liberia en 2005. A partir de 2013, está en vigor para 29 estados.

## Signatarios y Estados Partes
Los siguientes Estados se convirtieron en Partes en el Convenio ratificándolo, adheriéndolo o declarándolo sucesorio. Las Partes que firmaron el Convenio el 23 de septiembre de 1936 se indican en negrita. 
Se indican las Partes que han denunciado posteriormente el Convenio y la fecha de ratificación está en cursiva.
| Estado                | Ratificación             | Notas |
| --------------------- | ------------------------ | --- |
| Afganistán            | 8 de febrero de 1985     | |
| Alemania Oriental     | 30 de agosto de 1984     | La ratificación está en vigor para ningún estado. |
| Australia             | 25 de junio de 1937      | En el momento de la ratificación, extendió el tratado a los territorios de Nueva Guinea, Papúa, Nauru y a la Isla Norfolk. Denunció el tratado por sí mismo y las dependencias que aún están bajo su control el 17 de mayo de 1985. |
| Brasil                | 11 de febrero de 1938    | |
| Bulgaria              | 17 de mayo de 1972       | |
| Camerún               | 19 de junio de 1967      | Sucesión declarada de extensión al Camerún francés. |
| Chile                 | 20 de febrero de 1940    | |
| Santa Sede            | 5 de enero de 1967       | |
| Dinamarca             | 11 de octubre de 1937    | Se extiende a las Islas Feroe y a Groenlandia. |
| Egipto                | 29 de julio de 1938      | |
| El Salvador           | 18 de agosto de 1938     | Ratificado cuando "Salvador". |
| Estado Libre Irlandés | 25 de mayo de 1938       | |
| Estonia               | 18 de agosto de 1938     | |
| Finlandia             | 29 de noviembre de 1938  | |
| Francia               | 8 de marzo de 1938       | El 14 de enero de 1939, extendió el tratado a todas las colonias y protectorados exclusivamente franceses y a los territorios bajo mandato francés: Argelia, Camerún francés, Isla Clipperton, Madagascar (incluyendo Comoras), África Ecuatorial francesa, Guadalupe, Guayana Francesa, India francesa, Indochina francesa, Martinica, Marruecos, Nueva Caledonia (incluyendo Wallis y Futuna), Polinesia Francesa, Reunión, San Pedro y Miquelón, Somalia francesa, mandato francés de Siria y el Líbano, Togolandia francesa, Túnez, y África Occidental Francesa. El 14 de julio de 1939, extendió el tratado al condominio anglo-francés de las Nuevas Hébridas. Denunció el tratado por sí mismo y las dependencias que todavía están bajo su control el 13 de abril de 1984. |
| Guatemala             | 18 de noviembre de 1938  | |
| Hungría               | 20 de septiembre de 1984 | |
| Laos                  | 23 de marzo de 1966      | |
| Letonia               | 25 de abril de 1939      | |
| Liberia               | 16 de septiembre de 2005 | |
| Luxemburgo            | 8 de febrero de 1938     | |
| Malta                 | 1 de abril de 1966       | Sucesión declarada de la extensión a la colonia de Malta. |
| Mauricio              | 18 de julio de 1969      | Sucesión declarada de extensión a Mauricio Británico. |
| Mongolia              | 10 de julio de 1985      | |
| Nueva Zelanda         | 27 de enero de 1938      | |
| Noruega               | 5 de mayo de 1938        | |
| Países Bajos          | 15 de febrero de 1939    | En el momento de la ratificación, extendió el tratado a las Indias Orientales Neerlandesas, Surinam, y Curazao y Dependencias. Denunció el tratado para sí mismo y las dependencias que aún están bajo su control el 10 de octubre de 1982. |
| Raj británico         | 11 de agosto de 1937     | La ratificación está en vigor para la India. |
| Reino Unido           | 18 de agosto de 1937     | El 13 de octubre de 1937, extendió el tratado a Birmania británica. El 1 de noviembre de 1937, se extendió a Rodesia del Sur. El 14 de julio de 1939, se extendió a Colonia de Adén, Bahamas, Barbados, Basutolandia, Bechuanalandia, Bermudas, Guayana británica, Honduras, Ceilán, Chipre, Islas Malvinas y Dependencias, Fiyi, Gambia, Gibraltar, Islas Gilbert y Ellice, Costa de Oro (incluyendo Togolandia), Hong Kong, Jamaica (incluyendo Islas Turcas y Caicos e Islas Caimán), Kenia, Islas de Sotavento, Estados malayos federados, Estados malayos no federados, Brunéi, Malta, Mauricio, Nuevas Hébridas, Nigeria, Camerún, Borneo Septentrional, Rodesia del Norte, Nyasalandia, Palestina, Santa Helena y Ascensión, Sarawak, Seychelles, Sierra Leona, Somalilandia, Colonias del Estrecho, Suazilandia, Tanganica, Tonga, Transjordania, Trinidad y Tobago, Uganda, Islas de Barlovento, y Zanzíbar. Denunció el tratado por sí mismo y las dependencias aún bajo su control el 24 de julio de 1985 |
| República Checa       | 18 de septiembre de 1984 | Ratificación actualmente vigente para ningún estado. |
| Sudáfrica             | 30 de diciembre de 1938  | |
| Suecia                | 22 de junio de 1938      | |
| Suiza                 | 8 de febrero de 1938     | |
| Unión Soviética       | 3 de febrero de 1983     | La ratificación se aplica actualmente a la Federación de Rusia. |
| Zimbabue              | 1 de diciembre de 1998   | Sucesión declarada de extensión a Rodesia del Sur. |

Los otros Estados que firmaron el Convenio pero no lo han ratificado son Albania, Argentina, Austria, Bélgica, Colombia, República Dominicana, Grecia, Lituania, México, Rumania, España, Turquía y Uruguay.